# Solo (Vol. 1)
Solo (Vol. 1) é o primeiro álbum de estúdio lançado pelo cantor e compositor brasileiro de música pop Junior. O álbum foi lançado em 29 de outubro de 2023, seguido pelo lançamento dos clipes em novembro do mesmo ano.
Anteriormente, o cantor teve participações em projetos como o grupo de rock Nove Mil Anjos, além de incursões na música eletrônica e funk, bem como experiências como youtuber e uma bem-sucedida turnê com Sandy, em 2019.
O álbum foi concebido durante a pandemia de COVID-19, período em que se afastou temporariamente da música, mas foi estimulado por seu pai, Xororó, a retomar sua paixão.
Incorporando influências do pop, rock, indie e R&B, o artista buscou criar um trabalho que refletisse sua personalidade e experiências.
O projeto contou com a colaboração de renomados produtores e compositores, incluindo Dani Black, resultando em faixas como "Foda-se". Além disso, o aspecto visual do álbum foi desenvolvido para refletir o conceito de 'voo solo', culminando na criação de videoclipes que complementam as músicas.
Apesar de uma recepção mista por parte da crítica, com elogios para faixas como "Foda-se", algumas resenhas apontaram para uma falta de identidade artística clara e original, deixando incertezas sobre o futuro de sua carreira solo.

## Antecedentes
O álbum marca a estreia solo de Junior, sendo esse seu segundo trabalho fonográfico sem a parceria de Sandy. Anteriormente, em 2008, ele participou como baterista no projeto de rock Nove Mil Anjos, ao lado de Champignon, Peu Sousa e Perí. Além disso, esteve envolvido em projetos de música eletrônica e funk, e também atuou como apresentador de programas online.
Em 2019, a dupla Sandy & Junior realizou uma turnê especial, intitulada Nossa História, que obteve grande sucesso financeiro, gerando uma receita de R$ 120 milhões e colocando-os como a segunda turnê mais rentável do mundo naquele ano.
Apesar desses trabalhos, com exceção da turnê com a dupla, o artista evitou trabalhos como cantor. Em entrevista, ele mencionou que as críticas que enfrentou durante sua colaboração no palco com sua irmã, cerca de duas décadas antes, o fizeram manter-se afastado dos holofotes e dos microfones.
Segundo o artista: “O canto foi uma coisa que eu me afastei por muitos anos, eu tinha minhas dores a respeito disso. E dificuldade de lidar com isso", "Eu acho que vivi muita crítica quando moleque, assim, e eu acreditei em muitas delas", "Eu acho que, ao longo desse processo todo, eu acabei vencendo várias barreiras que eu tinha, inclusive como cantor. Eu encaro como um ato de coragem, sabe? Fazer isso”.

## Produção e gravação
Durante o início da Pandemia de COVID-19, ele se mudou para o interior com sua família, afastando-se da música por cerca de seis meses. Seu pai, Xororó, percebendo sua necessidade de estímulo, enviou-lhe o primeiro verso de uma música, colaborando na sua criação.
Sendo este seu primeiro álbum solo, Junior empenhou-se em fazer as coisas à sua maneira, incorporando sua personalidade em cada aspecto e mergulhando em suas próprias histórias e experiências. Para este projeto, o artista buscou inspiração em grandes nomes do pop, elementos musicais do rock, indie e R&B, além de referências das décadas de 1970, 1980 e 1990.
Em busca de parcerias para seu álbum solo, encontrou em Dani Black um colaborador, resultando na inclusão da provocativa e poética "Foda-Se" no álbum. Sobre alguns dos produtores do álbum, o cantor revelou em entrevista: "Eu nunca tinha trabalhado com nenhum dos produtores que acabaram participando do disco, exceto o Duda, baixista que gravou o disco praticamente todo, que a gente já tinha feito umas demos juntos. Mas o Vassão e o Lucas Romero, que são os dois produtores principais que trabalharam comigo no álbum todo, os outros acabaram sendo mais pontualmente e eles, a gente acabou fazendo tudo junto. Foi um encontro muito legal porque todo mundo ali trabalha muito em prol da música, não tem disputa de ego, não tem".
O projeto foi constituído sob a presença de uma extensa equipe de compositores e produtores, incluindo nomes como Bárbara Dias, Bibi (Gabriele Felipe), Dudinha, Felipe Vassão, Jenni Mosello, Lucas Vaz (da Canetaria), Lucs Romero, Ruxell (Ruan Fernandes), Pablo Bispo, Thalles Horovitz e Vivian Kuczynski.
As gravações ocorreram em um estúdio localizado em Campinas, onde o artista cresceu. Antes de gravar o conteúdo, ele participou de sessões de treinamento vocal com Fausto Caetano, um preparador vocal renomado. O cantor compôs 54 músicas ao longo de 2020, das quais apenas 10 foram escolhidas para integrar o álbum, cuja gravação ocorreu em 2022. Além desse volume inicial, há planos para lançar outras onze músicas e dois interlúdios em um segundo lançamento no futuro.
A participação de Sandy nos coros da música foi uma sugestão do tecladista Felipe Vassão. Outra faixa do álbum, "Ninguém é Santo", aborda abertamente o tema da sexualidade, algo que ele sentiu necessidade de explorar em sua maturidade, após ter enfrentado rumores sobre sua masculinidade desde a adolescência.
Em entrevistas, destacou que a paternidade teve um grande impacto em sua vida, despertando novas formas de amor e um contato mais profundo com suas emoções, o que inevitavelmente se reflete em sua arte, pois ele compõe intimamente ligado à emoção. Isso é evidente nas faixas "O Dom" e "Novo Olhar", dedicadas aos seus filhos Otto e Lara. Embora "O Dom" tenha sido inicialmente concebida como uma música sobre relacionamentos amorosos, ela tomou um novo rumo durante o processo de composição, tornando-se uma homenagem à paternidade, especialmente após se lembrar de uma parceria anterior com seu pai na música "Sou". Por sua vez, "Novo Olhar" surgiu de uma base instrumental prévia, e ele explorou novamente os temas de paternidade e carinho para dar vida à melodia, oferecendo uma perspectiva diferente e uma celebração de outro relacionamento especial em sua vida.
Em relação ao aspecto visual do trabalho, o processo de desenvolver a estética para o álbum, inicialmente concebida pelo diretor de arte da capa, se desdobrou na criação de videoclipes e sessões que capturam a essência do conceito por trás do álbum. A ideia era não apenas registrar as performances, mas também apresentar uma estética refletindo o tema do voo solo e utilizando a metáfora do paraquedas presente em uma das músicas. O resultado foram seis conteúdos de clipe que complementaram as músicas.

## Lançamento e divulgação
Na segunda-feira, dia 23 de outubro de 2023, o cantor anunciou seu novo projeto musical intitulado solo, revelando sua volta à música pop. Ele surpreendeu os fãs ao limpar seu perfil do Instagram, mantendo apenas conteúdos relacionados à nova era musical. Em um canal de transmissão com fãs, expressou sua gratidão aos admiradores, descrevendo as músicas como um presente para eles.
A divulgação da capa ocorreu na quarta-feira, 25 de outubro de 2023, no mesmo dia, a data de lançamento do álbum foi marcada para o domingo mais próximo, às 21 horas. As postagens em redes sociais receberam  apoio não apenas dos fãs, mas também de famosos, incluindo sua irmã Sandy.
No dia do lançamento, uma entrevista do cantor foi exibida no programa de televisão dominical Fantástico, da TV Globo.
Em 9 de novembro de 2023, o cantor lançou os videoclipes do álbum, que puderam ser assistidos pelos fãs em cinemas de sete cidades brasileiras no dia 1° de novembro, incluindo: São Gonçalo, Belo Horizonte, Vila Velha, Rio de Janeiro, Londrina, São Paulo, Fortaleza e Brasília. Em São Paulo, Junior surpreendeu os fãs ao aparecer pessoalmente após a exibição dos clipes, onde teve uma breve conversa com o público.

## Singles
"De Volta pra Casa": primeiro single do álbum. Na letra da canção, o artista expressa seu retorno à sua essência como artista e sua paixão pelo show business. No videoclipe, ele é visto no palco, cercado de microfones, mergulhando na energia do espetáculo. Com sua coreografia, ele evoca reminiscências das performances de grupos como Nsync e Backstreet Boys.

## Recepção crítica
| Críticas profissionais | Críticas profissionais |
| Avaliações da crítica  | Avaliações da crítica  |
| Fonte                  | Avaliação              |
| ---------------------- | ---------------------- |
| G1                     | [ 10 ]                 |
| R7                     | Desfavorável           |

O álbum recebeu críticas mistas e desfavoráveis da crítica especializada em música e outros meios de entretenimento.
Mauro Ferreira, do site G1, avaliou com duas estrelas e meia de cinco e escreveu que apesar da colaboração de renomados produtores e compositores do cenário pop brasileiro, o álbum não consegue estabelecer uma direção artística clara para Junior. Apesar disso, ele pontuou que momentos promissores, como a faixa "Foda-se", que apresenta um texto provocativo escrito por Dani Black.
Odair Braz Jr, do site R7, fez uma crítica desfavorável na qual ressaltou que há falta de uma identidade artística marcante e original, com o cantor optando por uma abordagem genérica e pouco distintiva. Ele afirmou que faixas como "De Volta pra Casa" e "Sou" apresentam influências retrô, enquanto "Foda-se" tenta adotar uma postura mais rebelde, porém sem convencer. De acordo com o crítico, o lançamento do volume 2 de "Solo" traz incertezas sobre uma possível melhora no cenário musical do cantor.

## Lista de faixas
- Créditos adaptados do Spotify.[12]

| N.º | Título              | Compositor(es)                                        | Duração |  |
| 1.  | "De Volta pra Casa" | Junior Lima Bibi Mayra Arduini Thalles Horovitz       | 3:09    |  |
| 2.  | "Sou"               | Lima Tonny Kleber Xororó                              | 2:46    |  |
| 3.  | "Tentando Acertar"  | Lima Bárbara Dias Jenni Mosello Lucas Romero Horovitz | 3:06    |  |
| 4.  | "Passar Danos"      | Lima Chico Buarque Mosello Lucas Nage Vitor Kley      | 2:40    |  |
| 5.  | "Foda-se"           | Lima Dani Black                                       | 4:48    |  |
| 6.  | "Gatilho"           | Lima Dias Mosello Nage Vivian Kuczynski               | 2:21    |  |
| 7.  | "Ninguém é Santo"   | Lima Dias Felipe Vassão Filipe Toca Kuczynski         | 2:54    |  |
| 8.  | "O Dom"             | Lima Kleber Tonny Xororó                              | 3:50    |  |
| 9.  | "Novo Olhar"        | Lima Vassão Horovitz                                  | 3:28    |  |
| 10. | "Paraquedas"        | Lima Deco Martins Mosello Horovitz                    | 2:39    |  |

## Turnê
Datas
| Data                   | Cidade                | País    | Local                   |
| Parte 1                | Parte 1               | Parte 1 | Parte 1                 |
| ---------------------- | --------------------- | ------- | ----------------------- |
| 9 de setembro de 2024  | Campinas              | Brasil  | Multi Arena4            |
| 23 de novembro de 2024 | São Paulo             | Brasil  | Tokio Marine Hall       |
| 13 de dezembro de 2024 | Goiânia               | Brasil  | Arena Multiplace        |
| 14 de dezembro de 2024 | Belo Horizonte        | Brasil  | BeFly Hall              |
| Parte 2                |                       |         |                         |
| 2 de agosto de 2025    | Curitiba              | Brasil  | Ópera de Arame          |
| 9 de agosto de 2025    | São Paulo             | Brasil  | Tokio Marine Hall       |
| 16 de agosto de 2025   | Belo Horizonte        | Brasil  | Palácio das Artes       |
| 22 de agosto de 2025   | Rio de Janeiro        | Brasil  | Vivo Rio                |
| 13 de setembro de 2025 | São Paulo             | Brasil  | Autódromo de Interlagos |
| 25 de outubro de 2025  | São Bernardo do Campo | Brasil  | Ginásio Poliesportivo   |
| 14 de novembro de 2025 | Campinas              | Brasil  | TBA                     |